# Majdan Ruszowski
Majdan Ruszowski (prononciation [ˈmai̯dan ruˈʂɔfski]) est un village de la gmina de Łabunie, du powiat de Zamość, dans la voïvodie de Lublin, situé dans l'est de la Pologne.
Il se situe à environ 8 kilomètres au sud-ouest de Łabunie (siège de la gmina), 12 kilomètres au sud de Zamość (siège du powiat) et 87 kilomètres au sud-est de Lublin (capitale de la voïvodie).
Sa population s'élève approximativement à 380 habitants en 2006.

## Administration
De 1975 à 1998, le village est attaché administrativement à l'ancienne voïvodie de Zamość.

Depuis 1999, il fait partie de la nouvelle voïvodie de Lublin.